# Calmarza
Calmarza és un municipi de la província de Saragossa situat a la comarca de la Comunitat de Calataiud. El 2021 tenia 64 habitants. El 2023 tenia 58 habitants.